# قضاء الطبية
قضاء الطبية قضاء يقع في لواء الطبية، محافظة إربد في الأردن. ينتمي القضاء للواء الطبية الذي يضم قضاء واحد. يقدر عدد سكانه بـ 51501 نسمة حسب إحصاء 2015.

## الوصلات الخارجية
- دائرة الاحصاءات العامة